# Acursed
Acursed — шведський хардкоровий гурт з Сьодеркопінгу. Гурт був сформований на початку 1990-х років і випустив свій перший альбом A Fascist State… in Disguise у 1998 році.

## Дискографія

### Альбом
- 1998 — A Fascist State … in Disguise
- 2003 — Livet är den längsta vägen till helvetet
- 2008 — Tunneln i ljusets slut